# Paracaigudisme

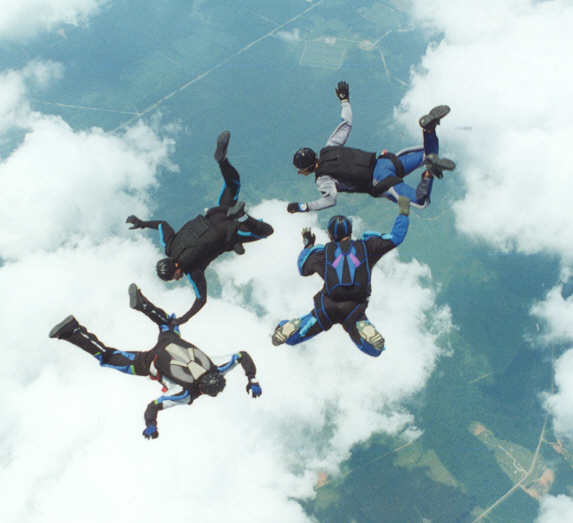
Fent paracaigudisme

El paracaigudisme és una tècnica del salt amb paracaigudes, que pot realitzar-se des un avió, helicòpter o globus aerostàtic, o des d'un objecte fix. Aquesta última és considerada la modalitat de salt BASE, amb finalitats recreatives, esportives o de transport (de personal militar o de bombers).
En alguns casos el paracaigudes és obert immediatament al deixar l'aeronau o objecte fix i en altres casos es realitza una caiguda lliure controlada abans de realitzar l'obertura manual o assistida depenent de el cas. El paracaigudisme pot ser un divertiment, es pot usar com un esport extrem o com a professió, molt recomanable per a persones joves.

## Descripció

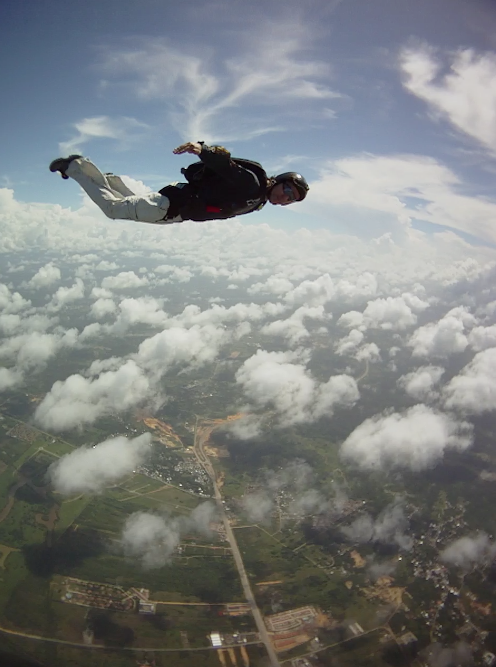
Fent paracaigudisme a Venezuela

- El paracaigudisme se sol practicar en llocs plans, el paracaigudisme no limita a ningú, qualsevol persona amb el degut coneixement i supervisió pot practicar-lo, excepte les persones que pateixen malalties cardíaques.
- El paracaigudisme consisteix a llançar des d'una avioneta, de manera que la persona aconsegueixi volar amb el seu propi cos.
- L'equip necessari per al paracaigudisme són: els guants, el casc, les ulleres, el doble paracaigudes, el paracaigudes d'emergència, un altímetre i un vestit tèrmic.
- Aquest esport extrem el practiquen per vèncer la por a les altures, per des estressar o viure noves experiències.

Durant la caiguda lliure, abans d'obrir el paracaigudes, els paracaigudistas "volen" de forma relativa, encara que sempre continuen caient, això divideix l'activitat en dos esports totalment diferents: la caiguda lliure i el vol amb paracaigudes .
És un esport no convencional; algunes modalitats es practiquen en competició. Consisteix a fer salts lliures aeris usant el paracaigudes de ben alt (1700 metres d'altitud aproximadament, mínim 850 metres). Pot realitzar-se des un avió, helicòpter o globus aerostàtic.
Com que es tracta d'una activitat d'alt risc, els paracaigudistes han d'adoptar diverses mesures de seguretat. Per començar a saltar s'ha de fer un curs i un test de seguretat. Normalment hi ha instructors que són els encarregats de supervisar l'activitat i donar els detalls d'aquest, per tal de fer-ho segur i recreatiu.
Cada paracaigudista porta dos paracaigudes: un principal i un de reserva. Es recomana a més l'ús de casc, ulleres, altímetre i sistema d'obertura automàtica d'emergència.
Un cop obert el paracaigudes el practicant pot controlar la direcció i velocitat amb els conductors. Però abans de fer-ho ha de seguir els plans de seguretat donats per l'instructor sobre on aterrar; en cas contrari seria fatal per a la seguretat de cada practicant.
L'equip per practicar paracaigudisme generalment està compost per un contenidor, un arnès, un paracaigudes principal, un paracaigudes de reserva, un activador automàtic (opcional), altímetre, casc i braga (opcional). En contenidor és una borsa on estan empacats els paracaigudes principal i de reserva o d'emergència, el qual està unit a l'arnès, aquest és un arnès especial que no té costura, és a dir, és un arnès continu, que no està seccionat en parts, i recorre des d'una cama a l'altra passant per l'esquena, ja que si tingués costura podria trencar a l'hora d'obrir el paracaigudes. El activador automàtic és un dispositiu electrònic que activa el paracaigudes d'emergències si a una determinada altura la velocitat és excessiva a la fixada com a referència en l'instrument, això pot ocórrer per exemple si el paracaigudista es desmaiés en l'aire per alguna raó.

## Història

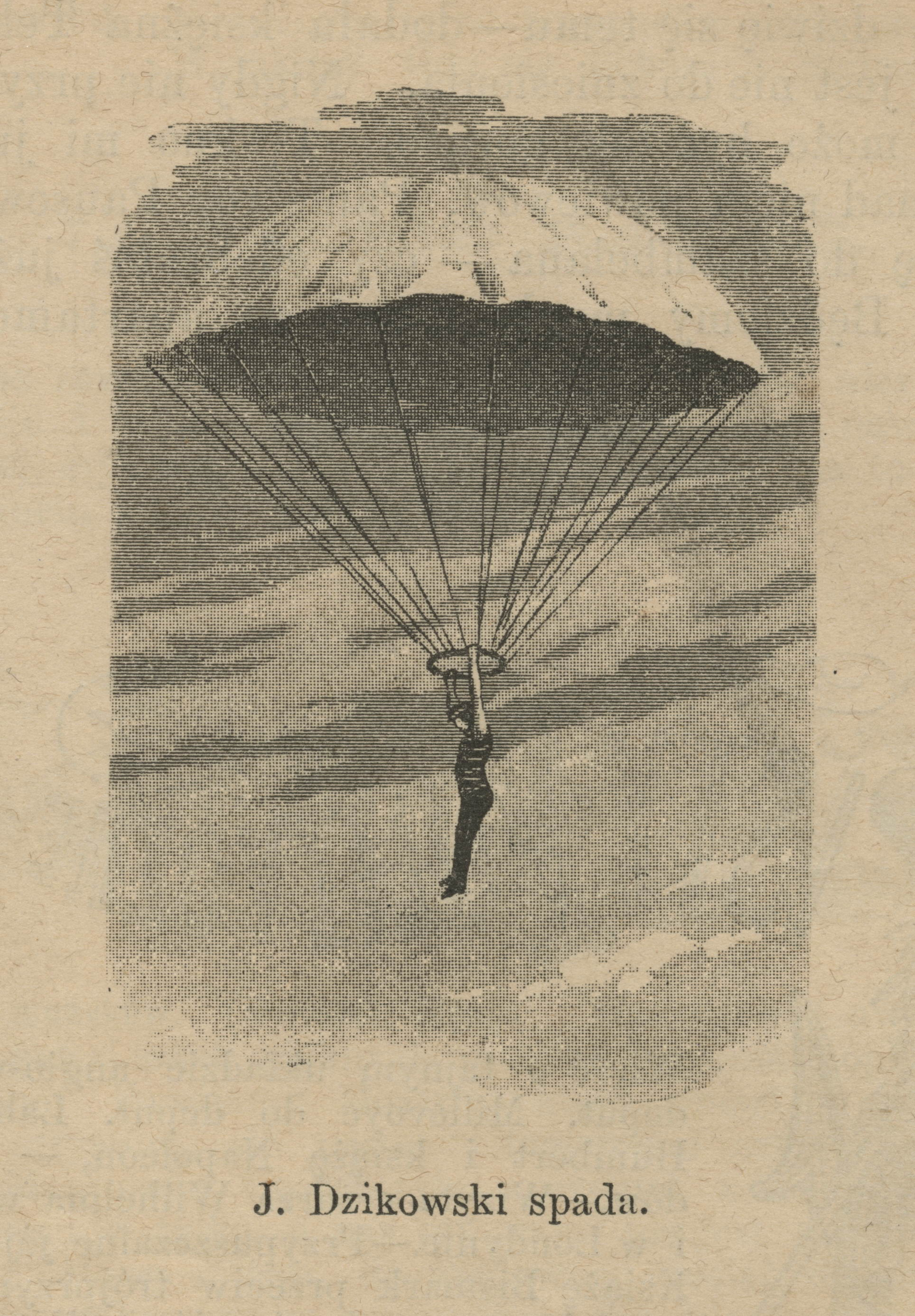
Paracaigudisme de finals del (Józef Dzikowski, Polònia)

El primer salt en paracaigudes de la història va ser realitzat per André-Jacques Garnerin, l'inventor del paracaigudes, el 22 d'octubre de 1797. Garnerin va provar el seu aparell saltant d'un globus d'hidrogen a 3.200 peus (980 m) sobre París. El paracaigudes de Garnerin semblava poc als paracaigudes actuals, ja que no estava embalat en cap tipus de contenidor i no tenia cap cordill per estirar. El primer salt intencionat de caiguda lliure amb un desplegament operat per corda rip no va ser realitzat fins més d'un segle després per Leslie Irvin el 1919. Mentre Georgia Broadwick va fer una caiguda lliure anterior el 1914 quan la seva línia estàtica es va enredar amb el conjunt de cua del seu avió de salt, la seva caiguda lliure no estava prevista. Broadwick va tallar la seva línia estàtica i va desplegar el paracaigudes manualment, només com a mitjà per alliberar-se de l'avió al qual s'havia enredat.
Els militars van desenvolupar el paracaigudisme com una manera de salvar la tripulació d’emergències a bord de globus i avions en vol. Posteriorment, com una manera de lliurar soldats al camp de batalla. Les competicions es remunten als anys trenta i es van convertir en un esport internacional el 1952.
A la Segona Guerra Mundial, milers de combatents de tot el món van experimentar la sortida d’un avió i el paracaigudisme a terra, ja sigui quan un paracaigudista va caure en combat o com la tripulació de vol que escapava d’un avió paralitzat. Alguns militars van descobrir que era agradable i, un cop acabada la guerra, van continuar saltant. The National Parachute Jumpers and Riggers va néixer el 1947. Aquest grup es convertiria més tard en el Parachute Club of America i, finalment, en la seva actual iteració: la USPA (United States Parachute Association). El paracaigudisme com a esport havia començat a impregnar la comunitat internacional.

## Modalitats
En el paracaigudisme esportiu es distingeixen diverses modalitats:

### En caiguda lliure
- Relative Work (un equip de paracaigudistes, que adopta diverses formacions durant la caiguda lliure en posició "belly")
- Estil Lliure (una versió de vol humà on es realitzen piruetes molt similars a la de gimnàstica olímpica)
- Vol Lliure (o Free Fly, és la modalitat on es combinen totes les posicions, formes i adreces de vol; les 2 posicions bàsiques són assegut i de cap)
- Tracking (on es vola assumint una posició on es produeix el màxim desplaçament horitzontal)
- Sky Surf (amb un skyboard, una taula especial que permet realitzar impressionants moviments amb molt veloços rotacions)
- Wingsuit (Amb un vestit especial, que copia el seu disseny a l'esquirol voladora (Pteromys Volans), reduint la velocitat vertical i desplaçant grans distàncies en sentit horitzontal)
- Salt Tandem (Salt amb passatger merament recreacional o instruccional)
- Vertical Relative Work, és una variant del freefly, que fa exercicis similars als del treball relatiu tradicional, però els saltadors realitzen aquests exercicis en vol cap a baix o bé assegut (xut assis). És una modalitat molt recent i els equips més importants, en l'actualitat (2009) són: Team Mandrino, Arizona Arsenal i France 4 Speed, entre d'altres.
- Salt BASE (salt des de plataformes fixes, com antenes, muntanyes, ponts, edificis, etc.). Si bé el Salt B.A.S.E. podria considerar-se una modalitat de paracaigudisme en la majoria de casos no s'accepta com a tal, sinó com un esport independent del paracaigudisme. Això passa per diversos motius, normalment els salts es realitzen a molta menor altura, només es disposa d'un paracaigudes (falta el d'emergència), els temps d'obertura i reacció són molt diferents, no s'usen altímetres, etc. Els experts recomanen un mínim de 200 salts des d'un avió abans de realitzar un salt BASE ja que cal un control total del cos en caiguda lliure, sobretot en salts des de muntanyes que cal derivar per allunyar-se de la paret abans d'obrir el paracaigudes i també un bon maneig d'aquest ja que la zona d'aterratge sol ser petita i en ocasions amb obstacles, com poden ser pedres, arbres, aigua, sorra, etc.

### Vol amb paracaigudes
- Precisió (el paracaigudista ha de caure el més a prop possible d'un blanc)
- Swooping (un tipus d'aterratge en què el paracaigudista passa arran de terra distàncies llargues a alta velocitat fent diferents maniobres; pot fer sobre qualsevol superfície encara que es recomana a fer-ho en l'aigua per proporcionar una superfície més seguraademás de seva vistositat en aixecar un deixant d'aigua)
- Treball Relatiu de Velamen (un equip de paracaigudistes, amb el paracaigudes obert, adopten diverses formacions ajuntant els seus velams)
- "Ground launching": la tècnica és molt similar al Swooping però es va passant arran d'una muntanya o superfície inclinada, fent múltiples "swoops".
- Speed Riding (és una combinació d'esquí, vol i velocitat)